# Muziek in de Tuilerieën
Muziek in de Tuilerieën (Frans: La Musique aux Tuileries) is de titel van een schilderij van Édouard Manet. Dit schilderij uit 1862 is een van de bekendste werken van Manet, onder meer omdat veel beroemde Franse kunstenaars uit die tijd erop afgebeeld staan. Het werk is tegenwoordig gemeenschappelijk bezit van de National Gallery en de Dublin City Gallery The Hugh Lane. Het wordt afwisselend in Londen en Dublin tentoongesteld.

## Voorstelling
De Tuilerieën zijn de tuinen die het Louvre verbinden met de Place de la Concorde in Parijs. In dit park werden op zonnige middagen concerten gegeven waar veel Parijzenaars samenkwamen om naar muziek te luisteren of te kletsen. De titel van het schilderij verwijst naar zo'n concert, hoewel geen muzikanten zijn afgebeeld. De ijzeren stoelen die op de voorgrond te zien zijn, werden in de zomer van 1862 in het park geplaatst ter vervanging van houten exemplaren. Ook Manet ging zeer vaak naar de Tuilerieën en bij sommige gelegenheden maakte hij daar schetsen die hij later in zijn atelier tot dit schilderij uitwerkte.
Manet heeft een groot aantal bekende kunstenaars en critici afgebeeld. De belangrijkste zijn:
- Eugène Manet, broer van de schilder, op de voorgrond in het midden van het schilderij, met witte broek.
- De componist Jacques Offenbach, rechts naast Eugène Manet, gezeten tegen een boom, met bril en snor. De rechter van de twee vrouwen in het geel is zijn echtgenote.
- Naast haar Valentine Lejosne, echtgenote van de legercommandant Hippolyte Lejosne in wiens huis Manet kennis had gemaakt met Baudelaire en Bazille.
- De schrijver en criticus Théophile Gautier, achter mevrouw Lejosne, tegen een boom staand, in bruin pak en met volle baard.
- De dichter Charles Baudelaire, links naast Gautier, zeer vaag afgebeeld.
- De schilder Henri Fantin-Latour, nog verder naar links, met baard, de toeschouwer recht aankijkend.
- De persoon uiterst links is de schilder zelf.
- De schilder Albert de Balleroy, gedeeltelijk voor Manet staand, met wandelstok. Manet deelde een studio met hem in de beginjaren van zijn carrière.

Dit schilderij was het eerste grote werk dat Manet wijdde aan het moderne leven in Parijs. Dat onderwerp was tot dan toe enkel voorbehouden aan goedkope illustraties in tijdschriften. Daarnaast hanteerde Manet een schetsmatige schilderstijl, die de vluchtigheid van het moment benadrukt, maar ook veel details verloren laat gaan. Een voorbeeld hiervan is het gezicht van Baudelaire dat nauwelijks te herkennen is. Tijdens de eerste expositie deed het werk dan ook veel stof opwaaien. De criticus Hippolyte Babou sprak van "de manie van Manet om in vlekken te zien (...) de vlek Baudelaire, de vlek Gautier, de vlek Manet."
Muziek in de Tuilerieën heeft grote invloed uitgeoefend op Manets tijdgenoten. Schilders als Monet, Renoir en Bazille zouden in de jaren erna verschillende schilderijen maken van grote groepen mensen in de buitenlucht die duidelijk terugwijzen op dit werk.

## Herkomst
- 1883: Manet verkoopt het werk aan Jean-Baptiste Faure.
- 1898: verkocht aan de kunsthandelaar Durand-Ruel.
- 1903: verkocht aan Sir Hugh Lane
- 1917: in de nalatenschap van Sir Hugh Lane. Een lange juridische strijd leidt ertoe dat het eigendom wordt gedeeld door de National Gallery en de Dublin City Gallery The Hugh Lane.